# Josep Maria Miró i Gellida
Josep Maria Miró i Gellida (Barcelona, Barcelonès, 22 de desembre de 1969) és un arquitecte.
És llicenciat en Arquitectura per l'Escola Tècnica Superior d'Arquitectura de Barcelona (1995). Des d'aquell mateix any que té despatx professional propi a Barcelona (1995). És soci fundador del despatx Nitidus arquitectes, SLP (2004), i des del 2012 també està associat amb l’arquitecte Eduard Gutiérrez Colomé.
Des del 2001 és professor de l'Escola Tècnica Superior d'Arquitectura La Salle. Entre 1993 i 1994 va forma part del consell de redacció de la revista DP, que edita l'ESTAB.
El 2010, el despatx Nitidus va guanyar el concurs per a la futura Biblioteca Central de Barcelona, obra que encara no s'ha portat a terme i que ha patit retrassos i modificacions, i que seria la seva primera obra pública a la capital catalana.

## Obres
Aquestes són les obres públiques construïdes pel despatx Nitidus:
- Reforma del Castell dels Jardins de Cap Roig (Calella de Palafrugell, Baix Empordà, 2016)[5]
- Arxiu de Biblioteca del Monestir de Montserrat (2014)[6]
- Torre Barcelona (Bogotà, Colòmbia, 2013)
- Reforma de la seu de l'Empresa de Telecomunicaciones de Bogotá (Colòmbia, 2012)
- Centre d'Assistència Primària (Cubelles, Garraf, 2008)[7]
- II Fase de la seu Can Llong del Club Natació Sabadell (Sabadell, Vallès Occidental, 2004)
- Pavelló Poliesportiu (Santa Maria de Palautordera, Vallès Oriental, 2004)
- Centre d'Educació Infantil i Primària (Vallirana, Baix Llobregat, 2003)
- Edifici d'Equipaments Municipals a Martorelles (Santa Maria de Martorelles, Vallès Oriental, 2001)
- Institut d'Educació Secundària Reguissol (Santa Maria de Palautordera, Vallès Oriental, 2001)[8]
- Centre d'Educació Infantil i Primària (El Figaró i Montmany, Vallès Oriental, 1999)
- Teatre Municipal (Palafrugell, Baix Empordà, 1997)